# ОШ „Мома Станојловић” Крагујевац
Основна школа „Мома Станојловић“ основана је 1890. године, у Крагујевцу, у насељу Палилула. Спада у ред најстаријих образовних установа у Србији. 
Школа носи назив по Момчилу Моми Станојловићу (1916—1943), војном пилоту, учеснику Народноослободилачког рата и народном хероју Југославије.

## Историјат
Традиција основне школе „Мома Станојловић“, једне од најстаријих крагујевачких школа, везана је и просторно и временски за успон Крагујевца, бивше Милошеве престонице, крајем 19. века. Продужени је део Милошевог венца — архитектонске целине коју су некада чинили Милошев конак, Амиџин конак и конак кнеза Михаила — чије име носи улица у којој је школа данас налази.
На простору насеља Палилуле 1890. године у кући тадашњег уставобранитеља Томе Вучића Перишића отворена је школа са два одељења, звана Томина школа или Палилулска школа коју су похађали ученици I и II разреда. То су темељи данашње школе.
Декретом Министра просвете објављенoм у Просветном гласнику 1892. год. за прву учитељицу постављена је Росанда Красојевић. Године 1903. срушена је "Томина школа" и подигнута за оно време модерна и планска школа са 4 учионице, канцеларијом и великим ходником. Једно време школа је служила као вежбаоница Педагошком одељењу које је образовало младе учитеље и учитељице.
Од 1930. у школи је било 12 одељења од I до IV разреда, а 1951. године одлуком Савета за Просвету и културу школа је претворена у трећу осмолетку. Данашњи изглед школа је добила доградњом спрата 1954. године. Наредбом тадашњег директора а уз сагласност Савета за просвету и културу града Крагујевца, 12.05.1954. године установљено је име "Мома Станојловић", име великог српског пилота.

## Школа данас
Школске 2017/18. године, основна школа „Мома Станојловић“ има укупно 752 ученика, распоређених у 31 одељење, и то 15 одељења разредне и 16 одељења предметне наставе. Од 15 одељења разредне наставе, у 4 је организована целодневна настава. У школи ради 55 наставника разредне и предметне наставе. Школа има своје стручне сараднике: педагога, психолога и библиотекара. Васпитно-образовни рад у школи одвија се у две смене. У школи се велика пажња поклања самом наставном процесу, а посебно ваннаставним активностима.
Васпитно-образовни рад школа организује у три објекта у истом школском дворишту. 
Површина школске зграде је 3053 m² што је по ученику 6,8 m².
Површина фискултурне сале је 614 m².
Целодневна настава: Простор за целодневну наставу је уређен према свим педагошким стандардима, организован је за ученике I и II разреда. У овим одељењима раде по две учитељице задужене да реализују програм образовно-васпитног рада али и да са ученицима у слободном времену утврђују тај програм. У учионицама у боравку налазе се: 4 рачунара, два касетофона, 4 ТВ пријемника прикључена на кабловску ТВ и два лаптопа, много функционалних паноа са разним садржајима. 
У холу боравка по два ученика деле ормарић за одлагање одеће и обуће. У склопу целодневне наставе користи се летња учионица иза зграде боравка. Урађен је санитарни чвор у згради боравка, постављене wc шоље, замењене плочице у женском тоалету, као и електро инсталација. Све четири учионице у једном свом делу поседују модерну играоницу са лежајем од сунђера, два стола и осам табуреа модерног дизајна за слободне активности ученика.
У школској кухињи запослене су 1 куварица и 1 сервирка које припремају ужину за обе смене и припремају за ученике у целодневној настави три оброка дневно (доручак, ужина, и ручак). 
Зидови учионица и хола су осликани разним мотивима из природе, животињама, ликовима из цртаних филмова. Простор продуженог боравка одговара нормативима.